# J. J. Blair
J. J. Blair (* 15. října 1969) je zvukový inženýr, producent a hudebník, který spolupracoval například s Johnnym Cashem, June Carter Cash, Rodem Stewartem nebo s The Who. Blair byl producentem a zvukovým inženýrem alba Press On (1999) od June Carter Cash, které získalo cenu Grammy. Blair byl také zvukovým inženýrem box setu The Legend (2005) od Johnnyho Cashe. Blair byl také zvukovým inženýrem skladeb mnoha jiných umělců včetně Weezer, George Bensona, Smokey Robinsona, Unwritten Law, Kelly Clarkson, P. Diddyho nebo The Black Eyed Peas.
Blair hrál také jako klávesák pro The Who, a to na jednom koncertě 8. listopadu 2006 v San José. Na tomto koncertě Blair zastupoval Briana Kehewa, který zastupoval Johna "Rabbita" Bundricka, který v té době byl se svojí vážně nemocnou manželkou.

## Diskografie

### The Who
- Encore Series 2006 [8. listopadu] (2006)